# بلدة لينكولن (مقاطعة أريناك)
لينكولن، مقاطعة أريناك (بالإنجليزية: Lincoln Township, Arenac County, Michigan)‏ هي بلدة تقع بولاية ميشيغان في الولايات المتحدة. تبلغ مساحتها 54.8 (كم²)، وترتفع عن سطح البحر 193 م، بلغ عدد سكانها 942 نسمة في عام تعداد الولايات المتحدة 2010 حسب إحصاء مكتب تعداد الولايات المتحدة وتصل الكثافة السكانية فيها 17.3 نسمة/كم2.

## وصلات خارجية
- The US50 - Cities and Towns in Michigan State
- Michigan Cities and Towns, Facts, Map, Flag, Colleges, Government, and More